# Arentsminde
Arentsminde er en by i Han Herred med 391 indbyggere  (2024), beliggende 8 km nordøst for Brovst, 24 km øst for Fjerritslev og 9 km sydvest for kommunesædet Aabybro. Byen hører til Jammerbugt Kommune og ligger i Region Nordjylland. Indtil 2007 hørte Arentsminde til Brovst Kommune.

## Langeslund
Arentsminde hører til Langeslund Sogn, der blev udskilt fra Brovst Sogn 1. november 1993. Langeslund Kirke fra 1883 ligger i den vestlige del af byen. Kirken har navn efter hovedgården Langeslund, som lå hvor skolen senere blev opført. Gården har også givet navn til Arentsmindes østlige bydel Langeslund.

## Faciliteter
I 2010 fik Øland-Langeslund Skole ledelse fælles med Brovst Skole. Da havde den godt 100 elever, fordelt på 0.-7. klassetrin, med indskoling i Arentsminde og mellemtrin på Øland. I januar 2011 blev det besluttet at lukke skolen sammen med 3 andre skoler i Jammerbugt Kommune.
Efter lukningen er skolen blevet til Arentsminde Kulturcenter "Skolen" med det formål at stille faciliteter og lokaler til rådighed for byens foreninger og borgere. Den benyttes af Arentsminde Idrætsforening, der blev stiftet i 1929 på resterne af en gymnastikforening, som var aktiv allerede i 1899. Foreningen byggede klubhus i 1937, men flyttede i starten af 1960'erne til skolen. Foreningen tilbyder især fodbold, petanque og badminton, og der er lysanlæg både på fodboldbanen og petanquebanen.
Arentsminde Kro og Café tager nu kun mod selskaber og leverer mad ud af huset.

## Historie

### Jernbanen
Nørresundby-Fjerritslev Jernbane (1897-1969) anlagde billetsalgssted 200 m nord for Langeslund Kirke. Senere blev billetsalgsstedet opgraderet til station med dyrefold ved det kombinerede læsse/omløbsspor. Kun hovedbygningen var muret, varehus og retirader var af træ. Stationsbygningen lå på Vendsysselvej 5, men er revet ned omkring år 2015, hvor udhusene også for længst var revet ned.

### Stationsbyen
I 1901 beskrives Arentsminde således: "Arentsminde, Huse, ved Landevejen, med Skole, Mølle og Jærnbanehpl. Ved Langeslund Kirke Forsamlingshus, Andelsmejeri, Bageri og Mølle (Karlsminde), m. m."